# Hyperacrius wynnei
Hyperacrius wynnei је врста волухарице.

## Распрострањење
Ареал врсте је ограничен на једну државу. Пакистан је једино познато природно станиште врсте.

## Станиште
Станишта врсте су шуме и брдовити предели.

## Угроженост
Ова врста није угрожена, и наведена је као последња брига јер има широко распрострањење.